# Waya (cheval)
Pour les articles homonymes, voir Waya (homonymie).
Waya (1974-2001) est un cheval de course pur-sang anglais, participant aux courses hippiques de plat, membre du Hall of Fame des courses américaines. 

## Carrière de courses
Waya commence sa carrière alors que l'association entre l'entraîneur argentin Angel Penna, l'écurie Wildenstein et le premier jockey maison Yves Saint-Martin connaît son âge d'or, et déjà son crépuscule. Impressionnante lauréate pour ses débuts à Saint-Cloud, son succès dans le Prix de Royaumont fait d'elle l'une des pouliches les plus en vue de sa génération. Toutefois, Waya traverse la saison en ne glanant que des accessits, jusqu'à renouer avec le succès qu'en fin de saison, dans un Prix de l'Opéra où elle devance d'une tête Beaune, qui pour l'anecdote est la future mère de Bering.   
En 1978, Angel Penna retourne aux États-Unis, avec dans ses bagages quelques-uns des meilleurs chevaux de l'écurie à la casaque bleue, dont Waya et une autre championne, Flying Water (1000 Guinées, Prix Jacques Le Marois, Champion Stakes). À partir de juin 1978, Waya se produit sur le circuit new-yorkais, remportant face aux juments le Diana Handicap, où elle établit un record du monde des 1 800 mètres sur le gazon (1'45"40) et le Flower Bowl Handicap, qui n'est qu'à l'époque qu'une Listed, mais deviendra un groupe 1 deux ans plus tard. Elle étend sa domination aux mâles dans les Man O'War Stakes et les Turf Classic Stakes (où elle devance le hongre Tiller et la Française Trillion), mais achève sa première saison américaine par une défaite, relative, dans le Washington, DC International, battue par Mac Diarmida qu'elle avait pourtant devancée dans les Man O'War Stakes. Toutefois, elle aura maté en trois semaines tout ce qui se fait de mieux sur le gazon américain.   
Durant l'hiver 1979-1980, Waya change d'horizon : acquise pour quelques millions de dollars par le duo George Strawbridge/Peter Brant, la jument se produisant la casaque du premier nommé, elle évolue désormais sous la houlette de l'entraîneur David Whiteley, conservant toutefois Angel Cordero sur le dos. Elle entame sa saison en Californie, avec deux victoires à la clé, dont le Santa Barbara Handicap. De retour sur la côte Est, elle s'essaie au dirt, une gageure pour un cheval européen, une surface sur laquelle elle se montre tout aussi à l'aise puisqu'elle remporte deux courses, le Top Flight Handicap, un groupe 1, et le Saratoga Cup Handicap. Quinze jours après ce succès, elle revient sur le turf mais sans parvenir à retrouver le chemin de la victoire. Nouvelle escapade sur le dirt à l'automne, ponctuée d'une troisième place dans le Ruffian Handicap et un nouveau succès, dans les Beldame Stakes, sous la selle d'un jockey de 17 ans, Cash Asmussen, à qui elle offre une première victoire de prestige. Pour lui, il y en aura bien d'autres, mais pour Waya, ce sera le dernier : n'en voulant plus, elle échoue dans les Turf Classic Stakes et le Washington, DC International, et se retire avec un titre de jument de l'année sur le dirt, le titre sur le gazon revenant à Trillion, qui a fait l'arrivée de quatre groupe 1 face aux mâles. En 2019, Waya est admise au Hall of Fame des courses américaines.  

### Résumé de carrière
| Date         | Hippodrome   | Pays        | Course                       | Statut      | Distance    | Surface     | Jockey          | Place       | Écart       | Vainqueur ou deuxième |
| 1977, 3 ans  | 1977, 3 ans  | 1977, 3 ans | 1977, 3 ans                  | 1977, 3 ans | 1977, 3 ans | 1977, 3 ans | 1977, 3 ans     | 1977, 3 ans | 1977, 3 ans | 1977, 3 ans           |
| ------------ | ------------ | ----------- | ---------------------------- | ----------- | ----------- | ----------- | --------------- | ----------- | ----------- | --------------------- |
| 30 mai       | Saint-Cloud  | France      | Maiden                       |             | 1 600 m     | Turf        | Y. Saint-Martin | 1er / 11    | 6           | Sonabie               |
| 12 juin      | Chantilly    | France      | Prix de Royaumont            | Gr. 3       | 2 100 m     | Turf        | Y. Saint-Martin | 1er / 13    | 1           | Kalkeen               |
| 26 juin      | Longchamp    | France      | Prix de Malleret             | Gr. 3       | 2 000 m     | Turf        | Y. Saint-Martin | 2e / 9      | tête        | Saints Claires        |
| 13 juillet   | Évry         | France      | Prix Chloé                   | Gr. 3       | 1 800 m     | Turf        | Y. Saint-Martin | 2e / 11     | tête        | Lillan                |
| 7 août       | Deauville    | France      | Prix d'Astarté               | Gr. 3       | 1 600 m     | Turf        | Y. Saint-Martin | 4e / 13     | 2 ½         | Sanedtki              |
| 4 septembre  | Longchamp    | France      | Prix du Rond Point           | Gr. 3       | 1 600 m     | Turf        | Y. Saint-Martin | 6e / 7      | 2 ½         | Pharly                |
| 18 septembre | Longchamp    | France      | Prix du Prince d'Orange      | Gr. 3       | 2 000 m     | Turf        | Y. Saint-Martin | 3e / 11     | 2           | Carwhite              |
| 2 octobre    | Longchamp    | France      | Prix de l'Opéra              | Gr. 2       | T1850       | Turf        | Y. Saint-Martin | 1er / 12    | tête        | Beaune                |
| 1978, 4 ans  |              |             |                              |             |             |             |                 |             |             |                       |
| 7 juin       | Belmont Park | États-Unis  | General Race                 |             | 1 700 m     | Turf        | A. Cordero Jr.  | 1er / 8     | 2 ½         | Milina                |
| 15 juin      | Belmont Park | États-Unis  | General Race                 |             | 1 700 m     | Turf        | J. Velazquez    | 1er / 7     | 2           | Maria's Baby          |
| 24 juin      | Belmont Park | États-Unis  | New York Handicap            | Gr. 3       | 1 700 m     | Turf        | A. Cordero Jr.  | 2e / 7      | 3           | Pearl Necklace        |
| 15 juillet   | Belmont Park | États-Unis  | Sheepshead Bay Handicap      | Gr. 2       | 2 000 m     | Turf        | A. Cordero Jr.  | 2e / 11     | tête        | Late Bloomer          |
| 21 août      | Saratoga     | États-Unis  | Diana Handicap               | Gr. 2       | 1 800 m     | Turf        | A. Cordero Jr.  | 1er / 12    | 2 ¾         | Pearl Necklace        |
| 1er octobre  | Belmont Park | États-Unis  | Flower Bowl Handicap         | Listed      | 2 000 m     | Turf        | A. Cordero Jr.  | 1er / 7     | 3/4         | Magnificence          |
| 7 octobre    | Belmont Park | États-Unis  | Man O'War Stakes             | Gr. 1       | 2 200 m     | Turf        | A. Cordero Jr.  | 1er / 5     | 1 ¾         | Tiller                |
| 21 octobre   | Belmont Park | États-Unis  | Turf Classic Stakes          | Gr. 1       | 2 400 m     | Turf        | A. Cordero Jr.  | 1er / 6     | nez         | Tiller                |
| 4 novembre   | Laurel Park  | États-Unis  | Washington, DC International | Gr. 1       | 2 400 m     | Turf        | A. Cordero Jr.  | 3e / 8      | 3           | Mac Diarmida          |
| 1979, 5 ans  |              |             |                              |             |             |             |                 |             |             |                       |
| 10 février   | Santa Anita  | États-Unis  | Arcadia Handicap             | Gr. 3       | 2 000 m     | Turf        | A. Cordero Jr.  | 2e / 9      | 1 ¾         | Fluorescent Light     |
| 14 mars      | Santa Anita  | États-Unis  | Santa Ana Handicap           | Listed      | 1 800 m     | Turf        | A. Cordero Jr.  | 1er / 10    | 3 ½         | Amazer                |
| 25 mars      | Santa Anita  | États-Unis  | Santa Barbara Handicap       | Gr. 1       | 2 000 m     | Turf        | A. Cordero Jr.  | 1er / 8     | 1 ¼         | Petron's Love         |
| 28 avril     | Aqueduct     | États-Unis  | Top Flight Handicap          | Gr. 1       | 1 800 m     | Dirt        | A. Cordero Jr.  | 1er / 8     | encolure    | Pearl Necklace        |
| 3 juin       | Belmont Park | États-Unis  | Saratoga Cup Handicap        |             | 2 000 m     | Dirt        | A. Cordero Jr.  | 1er / 6     | nez         | Late Bloome           |
| 16 juin      | Belmont Park | États-Unis  | Bowling Green Handicap       | Gr. 2       | 2 200 m     | Turf        | A. Cordero Jr.  | 2e / 7      | 4           | Overskate             |
| 28 juillet   | Belmont Park | États-Unis  | Sheepshead Bay Handicap      | Gr. 2       | 2 000 m     | Turf        | W. Shoemaker    | 7e / 10     | 4 ¾         | Terpsichordist        |
| 10 septembre | Belmont Park | États-Unis  | General Race                 |             | 1 700 m     | Turf        | A. Cordero Jr.  | 3e / 4      | 2 ½         | John Henry            |
| 29 septembre | Belmont Park | États-Unis  | Ruffian Handicap             | Gr. 1       | 1 800 m     | Dirt        | J. Velazquez    | 3e / 4      | 9           | It's in the Air       |
| 13 octobre   | Belmont Park | États-Unis  | Beldame Stakes               | Gr. 1       | 2 000 m     | Dirt        | C. Asmussen     | 1er / 7     | 3           | Fourdrinier           |
| 27 octobre   | Aqueduct     | États-Unis  | Turf Classic Stakes          | Gr. 1       | 2 400 m     | Turf        | C. Asmussen     | 6e / 7      | 7 ¾         | Bowl Game             |
| 10 novembre  | Laurel Park  | États-Unis  | Washington, DC International | Gr. 1       | 2 400 m     | Turf        | C. Asmussen     | 6e / 8      | 16          | Bowl Game             |

## Au haras
Envoyée à Derry Meeting Farm, à Cochranville, Pennsylvania pour y accomplir ses devoirs de reproductrices, Waya rencontre naturellement les meilleurs étalons du moment (Danzig, Seattle Slew, Riverman, Alydar, Mr. Prospector, Nijinsky...), et réussit une honorable reconversion. En tout, huit de ses douze produits ont gagné. Son premier produit, Vidalia (par Nijinsky), est devenue la championne des 2 ans en Italie en 1983, son fils De Niro (par Gulch) a remporté un groupe 3 américain, et sa fille Gina Romantica (par Secreto) s'est classée troisième du Long Island Handicap (Gr.2) avant de donner au Japon la mère de Belshazzar (par King Kamehameha), vainqueur de la Japan Cup Dirt et troisième du Derby japonais.
Souffrant de fourbure, Waya meurt en décembre 2001, à 27 ans.

## Origines
Waya est le principal titre de gloire de son père Faraway Son, un excellent miler qui, sous les couleurs de Daniel Wildenstein remporta, entre autres, le Prix de la Forêt, le Prix du Moulin de Longchamp, le Critérium de Maisons-Laffitte et le Prix du Rond Point, et pris des accessits dans le Grand Critérium, la Poule d'Essai des Poulains et les Sussex Stakes.
Sa mère, War Path, est entré dans l'élevage Wildenstein dans les années 70 et y a fondé la lignée des "W" (l'élevage Wildenstein choisissant des noms commençant par une même lettre pour les chevaux d'une même famille), d'où ressort sa petite-fille Walensee (Prix Vermeille), mère du champion stayer Westerner. 

### Pedigree
| Origines de Waya (FR), jument baie né en 1974 | Origines de Waya (FR), jument baie né en 1974 | Origines de Waya (FR), jument baie né en 1974 | Origines de Waya (FR), jument baie né en 1974 |
| --------------------------------------------- | --------------------------------------------- | --------------------------------------------- | --------------------------------------------- |
| Père Faraway Son 1967                         | Ambiopoise                                    | Ambiorix                                      | Tourbillon                                    |
| Père Faraway Son 1967                         | Ambiopoise                                    | Ambiorix                                      | Lavendula                                     |
| Père Faraway Son 1967                         | Ambiopoise                                    | Bull Poise                                    | Bull Lea                                      |
| Père Faraway Son 1967                         | Ambiopoise                                    | Bull Poise                                    | Alpoise                                       |
| Père Faraway Son 1967                         | Locust Time                                   | Spy Song                                      | Balladier                                     |
| Père Faraway Son 1967                         | Locust Time                                   | Spy Song                                      | Mata Hari                                     |
| Père Faraway Son 1967                         | Locust Time                                   | Snow Goose                                    | Mahmoud                                       |
| Père Faraway Son 1967                         | Locust Time                                   | Snow Goose                                    | Judy O'Grady                                  |
| Mère War Path 1963                            | Blue Prince                                   | Princequillo                                  | Prince Rose                                   |
| Mère War Path 1963                            | Blue Prince                                   | Princequillo                                  | Cosquilla                                     |
| Mère War Path 1963                            | Blue Prince                                   | Blue Denim                                    | Blue Larkspur                                 |
| Mère War Path 1963                            | Blue Prince                                   | Blue Denim                                    | Judy O'Grady                                  |
| Mère War Path 1963                            | Alyxia                                        | Alycidon                                      | Donatello                                     |
| Mère War Path 1963                            | Alyxia                                        | Alycidon                                      | Aurora                                        |
| Mère War Path 1963                            | Alyxia                                        | Gold Lily                                     | Gold Bridge                                   |
| Mère War Path 1963                            | Alyxia                                        | Gold Lily                                     | Wild Lilly (famille 1-e)                      |